# 草鹿砥宣隆
草鹿砥 宣隆（くさかど のぶたか、文化15年4月9日〈新暦 : 1818年5月13日〉 - 明治2年（1869年）6月21日〈新暦 : 1869年7月29日〉）は、江戸時代後期の国学者・三河国一宮砥鹿神社宮司。号は杉廼金戸、杉門主人。

## 人物・生涯
文化15年（1818年）4月9日、砥鹿神社の神主である草鹿砥宣輝（草鹿砥肥前守宣輝、くさかどのぶてる）の嫡子として生まれた。砥鹿神社は三河国一宮である。幼名は孫十郎または勘解由である。
読書を好んだ草鹿砥宣隆は美濃国加納の吉田東堂に儒学（漢学）を学んだ。三河国には羽田八幡宮の神主として羽田野敬雄がおり、羽田野は平田篤胤門下の国学者であった。羽田野敬雄と親交があった父の草鹿砥宣輝は、文政13年（1830年）に平田篤胤門下に入った。天保5年（1834年）には父とともに江戸を訪れ、宣隆も平田篤胤門下に入った。天保6年（1835年）には従五位下近江守に叙せられた。天保14年（1843年）に平田篤胤が死去すると、天保15年（1844年）には遠江国の八木美穂に師事した。
国学者としては読書皇学を教える家塾を開き、慶応4年（1868年）まで続けた。慶応2年（1866年）には自宅の敷地内に一宮文庫を設立した。
慶応4年（1868年）3月には羽田野敬雄らとともに上京し、神威隊の一員として内侍所守衛の任務に就いた。12月には京都皇学所御用掛に任じられ、さらに講官として公家の子弟に学問を教えた。
明治2年（1869年）6月21日、清和院門前の寓居で死去した。享年52歳。
著作は神道や祭祀のほかに、国語学・書道・歴史学・歌学など多岐にわたる。

## 著作
- 1844年 『内裏式詔奏集・延喜式詔奏集』
- 1846年 『神門賀歌』
- 1848年 『記紀歌一覧』
- 1849年 『旋頭歌抄』（せどうかしょう）
- 1852年 『天文抄』
- 1852年 『杉之金門長歌集』
- 1852年 『散隷千字文』
- 1852年 『説文千字抄』
- 1852年 『長歌対句類聚』
- 1857年 『葬祭私説稿』
- 1857年 『求夷篇・祠堂祭儀』
- 1862年 『長歌私編聞書』
- 『祭典略』